# The Hendre
A The Hendre (jelentése régi otthon vagy régi város) Monmouthshire egyetlen nagyméretű viktoriánus kúriája. A neogótikus építmény Llangattock-Vibon-Avel falu területén fekszik, kb. négy mérföldnyire északnyugatra Monmouth városától. A 12. században építették vadászházként. A 19. század során három fázisban a Rolls család bővítette ki. Itt töltötte gyermekkorát Charles Rolls, a Rolls-Royce társalapítója. Az épület II* kategóriás műemlék (British Listed Building). Napjainkban a Rolls of Monmouth golfklub székhelye.

## A család története
Az udvarház létrejöttében a Rolls család felemelkedésének és meggazdagodásának volt nagy szerepe. A Llanvihangel-Ystern-Llewern faluból származó James James Londonban telepedett le és számos értékes ingatlant szerzett meg a Temze déli partján elterülő Southwarkban. Összegyűjtött pénzéből 1639 és 1648 között több farmot és kiterjedt földterületeket vásárolt meg szülőfalujában. 1677-ben keltezett végrendeletében minden vagyonát egyetlen gyermekére, Sarahra hagyta, aki egy londoni orvos, dr. Elisha Coysh felesége volt. Lányuk William Allennel kötött házasságot, aki szintén Monmouthshireben vásárolt telket. Allen lánya és egyben örököse házasságot kötött unokatestvérével Thomas Coyshsal. Örökösük fiúk, Richard volt, akinek korai halála miatt a vagyon leánytestvérére, Sarahra szállt, mint a Coysh, Allen és James családok egyetlen leszármazottjára. John Rolls (1735–1801, Monmouthshire főszolgabírója 1794-ben) feleségül vette Saraht és így jelentős birtokokhoz jutott, úgy a grófságban, mint Londonban.
John Rolls egy nappal megözvegyülése után hunyt el. Utódja fia, a szintén John Rolls (1776-1837) volt, akinek örökébe fia John Etherington Welch Rolls (1807–1870), Monmouthshire 1842-es főszolgabírója, lépett. Ő Elizabeth Mary Longot vette feleségül, William Carnegie, Northest 7. grófjának unokáját. Örökösük fiúk, John Allan Rolls (1837–1912), aki 1875-ben Monmouthshire főszolgabírója volt, 1880-1885 között parlamenti képviselő és akit 1892-ben megkapta a Hendre-i Llangattock báró címet.
John Allan Rolls bárói címe révén a család és a ház társadalmi elismertségének csúcspontjához érkezett. A legjelentősebb esemény a yorki herceg és hercegné látogatása volt, akik 1900 októberében és novemberében vendégeskedtek Lord és Lady Llangattock birtokán. A hercegi párt Charles Rolls autós kirándulásra invitálta és valószínűleg ez volt az első alkalom, amikor a pár motorizált közlekedési alkalmatosságon utazott. Ez egy nagyon jelentős esemény volt a család életében, hiszen ezáltal megerősítést nyertek mint a társadalom felsőbb rétegének tagjai.
John Allan három fia közül a leghíresebb Charles Rolls volt, a Rolls-Royce társalapítója. Mindamellett, hogy érdekelték az autók és a repülők, Charles tehetséges hőlégballonos is volt. 1910 júliusában hunyt el, amikor repülője a bournemouthszi bemutatón lezuhant. Ő volt az első angol, aki repülőgép-szerencsétlenségben vesztette életét.
Lord Llangattock 1912-ben hunyt el. Utódja John Maclean Rolls (1870–1916) a somme-i csatában kapott halálos sérülést. Miután öccse, Henry Alan négy hónappal korábban halt meg és mivel Lord Llangattock egyik fiának sem volt gyermeke, a család férfiága kihalt. Charles, Henry Alan és John Maclean Rolls halálával a bárói cím is megszűnt és a birtok visszakerült a családhoz, a legközelebbi élő rokon tulajdonába, aki Patricia Rolls volt, John Allan Rolls leánytestvére. Ő Rockfield lelkészével és Llanduff kanonokával, John Taylor Harding of Pentwynnek kötött házasságot. Négy gyermekük született: John Reginald Harding, Charles Allan Harding, Francis Henry Harding és George Valentine Harding. John Reginald Harding Elizabeth Margaret Saundersszel kötött házasságot. A család Rolls ágának kihalásával a birtokot fia, John Charles Etherington Harding szerezte meg, aki ennek alkalmával családnevét Harding-Rollsra változtatta. A család 1987-ig élt a birtokon. Napjainkban a Rolls of Monmouth golfklub székhelye.

## Az épület története
Az udvarház elődje egy vadászház volt, amit John Rolls számára építettek. A következő száz évben jelentősen kibővítették. Először George Vaughan Maddox helyi építész tervei alapján a déli szárnyat építették újjá, majd John Etherington Welch Rolls idején Thomas Henry Wyatt tervei alapján megépült a nagy csarnok, bővítették a kertet és megépítették a kapuházakat. Ugyanakkor tovább folytatta a déli szárny építését. 1872-ben elbontották a régi istállókat és megépítették a jelenleg is álló kocsiszínt. Megépült a biliárdszoba, a dohányzó szalon és az ebédlő. Ezekre a munkálatokra John Allan Rolls előbb Henry Popeot, majd Sir Aston Webbet kérte fel. Ez utóbbi nevéhez fűződik a cédrus könyvtár megépítése. Rögtön a második világháború után egy fiúiskola költözött be falai közé, de 1949-ben pénzügyi gondok miatt bezárta kapuit.

## Az épület leírása
A leírásokban mint „csinos, téglából és kőből, normann és Tudor-stílusban megépült udvarházként” jellemzik. Az épületet vörös téglából építették a bathszi kővel burkolták. Az udvarát nyugatról egy alacsony fal zárja le, a másik három irányból különféle építmények. A bejárat fölött olvasható a viktoriánus korban divatos mottó „Open House Open Hearth”, azaz „nyitott ház, nyitott szív”. A ház díszítése rikítóan neo-normann, „vízköpők és groteszk állati alakok láthatók bárhova néz az ember”. A homlokzat kétszintes, hetes tagolású. A második, harmadik és negyedik volt az eredeti, 1820-as években felhúzott épület. A nagy méretű ebédlő az egykori tulajdonos „nagyratörő terveinek” bizonyítéka. Építészetileg a legértékesebb része a Sir Aston Webb által 1896-ban létrehozott cédrus könyvtár és a szolgálati épület. Annak ellenére, hogy régiesnek tűnik, a ház nagyon modernnek számított, a kor legfrissebb találmányaival és kényelmi eszközeivel volt felszerelve. Itt szerelték fel az első monmouthshire-i telefonvonalat is 1881-ben.

## A kertek
„A legnagyobb és legjelentősebb viktoriánus park Monmouthshireben.” Annak ellenére, hogy nagy részét golfpályává alakították át, továbbra is észrevehetők a 19. század végi, 20. századi kertépítészeti elemek, amelyek magas fokú hozzáértésről tanúskodnak úgy a tervezés mint a fenntartás terén. A kert kialakítását Lord Llangattock rendelte, nagyjából a ház bővítésével egyidőben. A parkhoz egy arborétum is tartozik, egy mesterséges tó és vízesés is, valamint három hosszú sétány, amelyek közül a leghosszabbat H.E. Milner tervei alapján alakították ki az 1890-es években. Virágkorában virágágyások, öntöttvas szökőkutak, pavilonok is díszítették. A fallal körbevett konyhakert az egyik legjobban megőrzött Walesben. Fennmaradt továbbá két melegház is. A magtár és a csűr, az istálló, a rózsakerti pavilon és medence, a híd, a Box Bush kunyhó mind II. kategóriás műemlékek.

## Fordítás
- Ez a szócikk részben vagy egészben  a   The Hendre című angol Wikipédia-szócikk ezen változatának fordításán alapul.  Az eredeti cikk szerkesztőit annak laptörténete sorolja fel. Ez a jelzés csupán a megfogalmazás eredetét és a szerzői jogokat jelzi, nem szolgál a cikkben szereplő információk forrásmegjelöléseként.